# Frederica von Stade
Frederica von Stade (Somerville, Nova Jérsei, Estados Unidos, 1 de junho de 1945) é uma meio-soprano norte-americana.

## Biografia
Depois da sua estreia em Nova Iorque, iniciou uma brilhante carreira internacional com o seu Cherubino das Bodas de Fígaro na Ópera de Paris (1973). Destacada intérprete de Rossini, Massenet e Debussy, Von Stade cantou nos principais teatros do mundo, como também nos festivais de Glyndebourne e Salzburgo.